# Euchaetes rizoma
Euchaetes rizoma är en fjärilsart som beskrevs av William Schaus 1896. Euchaetes rizoma ingår i släktet Euchaetes och familjen björnspinnare. Inga underarter finns listade i Catalogue of Life.